# Nikola Bonew
Nikola Bonew, eigentlich Nikola Bonow Iwanow (bulgarisch Никола Бонев; * 11. Februar 1898 in Stara Sagora; † 18. Juni 1979 in Sofia) war ein bulgarischer Astronom.

## Leben
Bonew studierte an der Universität Sofia Mathematik und Physik. Weiterführende Studien folgten von 1924 bis 1926 an der Sorbonne in Paris und am Pariser Observatorium sowie von 1926 bis 1928 am Geodätischen Institut Potsdam.
Von 1928 bis 1966 war er Direktor der Universitätssternwarte Sofia. Ab 1937 war er auch als Professor ab der Universität Sofia tätig. Bonew war Mitglied der Bulgarischen Akademie der Wissenschaften. Von 1961 bis 1963  war er stellvertretender Vorsitzender der in Paris ansässigen International Astronautical Federation.
In seinen wissenschaftlichen Arbeiten befasste er sich mit der Kosmogonie und widmete sich der Erforschung der Ursache der Mondkrater. Außerdem befasste er sich mit der Lösung geodätischer Problemstellungen.